# هلموت موكيل (سياسي)
هيلموت موكل (21 يونيو 1909 - 15 فبراير 1945) قائدًا وسياسيًا للشباب الألماني.

## خلفية
وُلد موكيل في فييلاو بالقرب من تسفيكاو في ساكسونيا. بعد الانتهاء من تعليمه المدرسي، درس التعليم والاقتصاد في جامعة التقنية في دريسدن والعلوم السياسية في جامعة فيينا. ساعد في تأسيس رابطة المعلمين الاشتراكيين الوطنية في عام 1929 وانضم إلى الحزب النازي في عام 1930. من 1930 إلى 1933 كان عضوا في شوتزشتافل. أصبح قائدًا ميدانيًا متفرغًا لشباب هتلر في عام 1933 ومديرًا عام 1935. 
في 16 يوليو 1937، أصبح موكل رئيس مكتب المشتريات لقيادة شباب الرايخ. في أبريل 1938 تم ترشيحه، دون جدوى، لعضوية الرايخستاغ. عاد إلى ساكسونيا ليصبح مرشدًا ميدانيًا لشباب هتلر وتم ترقيته إلى Gebietsführer for Saxony في أغسطس 1938.  خلال فترة وجوده كقائد لشباب هتلر، كتب كتبًا عن موضوع تدريب الشباب.  

## الحرب العالمية الثانية
عند اندلاع الحرب العالمية الثانية في عام 1939، تم تجنيده في الفيرماخت وتم تدريبه كطيار مقاتل. ومع ذلك، في أغسطس 1940 تم استدعاؤه إلى برلين حيث  عُيَّن شتابسفورر ل شباب هتلر ونائب رايخس يوجند فورر بالدور فون شيراخ. في أكتوبر 1940،  عُيَّن من قِبل فون شيراك للإشراف على العملية اليومية لـ إجلاء الأطفال في ألمانيا خلال الحرب العالمية الثانية ("نقل الأطفال إلى الريف") من المدن الكبرى المعرضة لخطر القصف الجوي.
في نوفمبر 1942، أصبح عضوًا في مجلس النواب الألماني، الذي يمثل اسمًا Breslau (المعروف الآن باسم فروتسواف في بولندا).  في 11 فبراير 1945، حصل على Ritterkreuz des Kriegsverdienstkreuzes mit Schwertern (Knight's Cross of the Mer Merit Cross with swords).

## الموت
قُتل موكل في حادث سيارة في دارمشتات في 15 فبراير 1945 أثناء تجنيد متطوعين من شبابا هتلر لفيرفولف.  كانت هناك شائعات بأن وفاته كانت مزورة وأنه هرب إلى إسبانيا، ولكن لم يتم إثبات ذلك.
وقد خلفه كابت بيتر في منصب Stabsführer.